# 私の小さな人生
「私の小さな人生」（わたしのちいさなじんせい）は、チューリップの曲。幻のデビュー・シングル、1971年7月5日発売。B面は「コケッカキの住む沼」。

## 概要
この曲はまだ第1期のメンバーではない財津和夫、末広信幸、宗田慎二（以上アコースティック・ギター）、吉田彰（ベース）のメンバーで録音された。B面と共に財津ら3人のアコースティック・ギターと吉田のコントラバスによる、フォーク色が強い作品である。チューリップを見出した新田和長のプロデュースにより、東芝音楽工業の内包レーベル・リバティレコードから発売された。しかし、発売直後に末広と宗田が将来に不安を覚えて脱退し、福岡県へ帰郷したため、幻のデビュー曲と化した。
メンバーを再編成して翌1972年にリリースした公式のデビューアルバム『魔法の黄色い靴』では、アコースティック・ギターに加えてピアノ、安部俊幸によるエレクトリック・ギターがフィーチャーされたロック色が強いアレンジへと変更され、歌詞の最後が一部変更されている。『娘が嫁ぐ朝』などを先取りした、老成した内容の歌詞が特徴である。
B面は、河童を思わせる架空の生き物を題材とした曲。
オリジナル版は、デビュー35周年の企画として2007年に限定生産された、全シングル曲を収録した『これこそが「TULIP ポップ」だ!The Complete Single Box』に、付録のアナログレコードとしてB面と共に収録された。
その後もCD化はされていなかったが、デビュー50周年となる2022年、6月1日に発売される『魔法の黄色い靴』の「超豪華 Super Deluxe」に、オリジナルのEP版と、初のCD版（1970年のライブ録音「ちぃほあき森 梟のうた」を収録）が収録された。

## 収録曲
全作曲：財津和夫
1. 私の小さな人生
  - 作詞：財津和夫
  - テープの回転速度を早くしているので財津和夫のボーカルの音程が高くなっている
2. コケッカキの住む沼
  - 作詞：宗田慎二